# William Howard Russell
William Howard Russell (* 28. März 1821 in Lilyvale im County Dublin; † 10. Februar 1907 in London) war ein irischer Journalist, bekannt durch seine Reportagen aus den Kriegsgebieten seiner Zeit. Russell gilt als erster moderner Kriegsberichterstatter und Frontreporter.

## Leben
Russell wurde in Lilyvale, County Dublin geboren. Er studierte am Trinity College in Dublin und kurzzeitig an der Universität Cambridge. Als Journalist arbeitete Russell in Irland seit 1841 für die Londoner Zeitung The Times. Der langjährige (1841 bis 1877) Herausgeber der Times, John Thadeus Delane, holte ihn 1843 nach London.
Sein erster Einsatz als Kriegsberichterstatter war im Juli 1850. Er berichtete von der Schlacht von Idstedt während des Schleswig-Holsteinischen Krieges.

### Krimkrieg

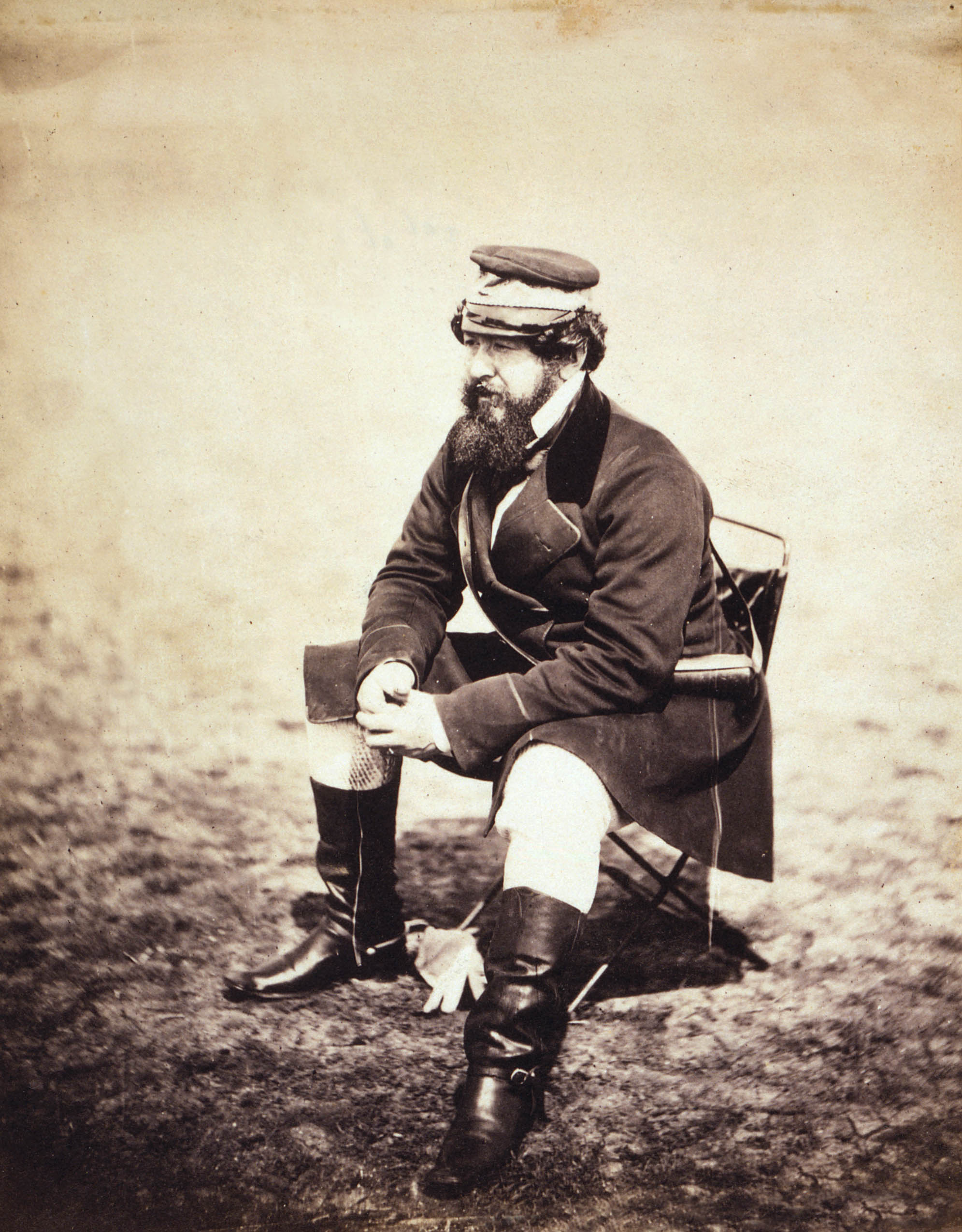
William Howard Russell,
(ca. 1854)

Als im Februar 1854 der Ausbruch des Krimkrieges unmittelbar bevorstand, erreichte Delane vom Oberbefehlshaber der britischen Armee, Henry Hardinge, 1. Viscount Hardinge, dass ein Journalist die Truppen, die nach Malta verlegt wurden, begleiten durfte.
Nach dem Kriegseintritt Großbritanniens wurde er Sonderkorrespondent auf der Krim. Für die europäischen Zeitungsleser war der Krimkrieg der erste Krieg, den sie durch neue Technologien wie den Telegrafen und die Fotografie unmittelbar von zuhause miterleben konnten. Russell machte sich die schnelle Nachrichtenübermittlung zunutze, wenngleich er sich allerdings nie an den Telegrafen gewöhnt und aufgrund hoher Kosten nur wenige Worte über ihn übermittelte. Seitens der britischen Armee wurde die Anwesenheit von Kriegskorrespondenten ungern gesehen. Russell war dafür bekannt, seine Ansichten – auch über Inkompetenz der Armeeführung und mangelhafte Versorgung der Soldaten – offen einem breiten Publikum zu schildern. Seine Berichte erregten in der britischen Öffentlichkeit einiges Aufsehen, vor allem der Artikel „Der Sturm der leichten Brigade (The charge of the light brigade)“ über einen verlustreichen Angriff bei Balaklawa. Unmittelbar führten Russells Berichte von der Krim zu scharfer Kritik an der Regierung von Premierminister Aberdeen.
Ein Antrag des liberalen Abgeordneten John Arthur Roebuck zur Einsetzung einer Untersuchungskommission wurde im House of Commons mit 305 zu 148 Stimmen angenommen, Aberdeens Regierung stürzte. Sein Vorschlag, nicht nur Offiziere, sondern auch einfache Soldaten für Tapferkeit auszuzeichnen, wurde vom Unterhaus aufgenommen. Das Parlament bat Königin Victoria am 19. Dezember 1854 einen neuen Orden einzuführen. Dies geschah in Form des Victoria-Kreuzes.
Eine spätere Konsequenz seiner Artikel war die Einführung der Militärzensur durch den Oberbefehlshaber William John Codrington am 25. Februar 1856.

### Weitere Reisen

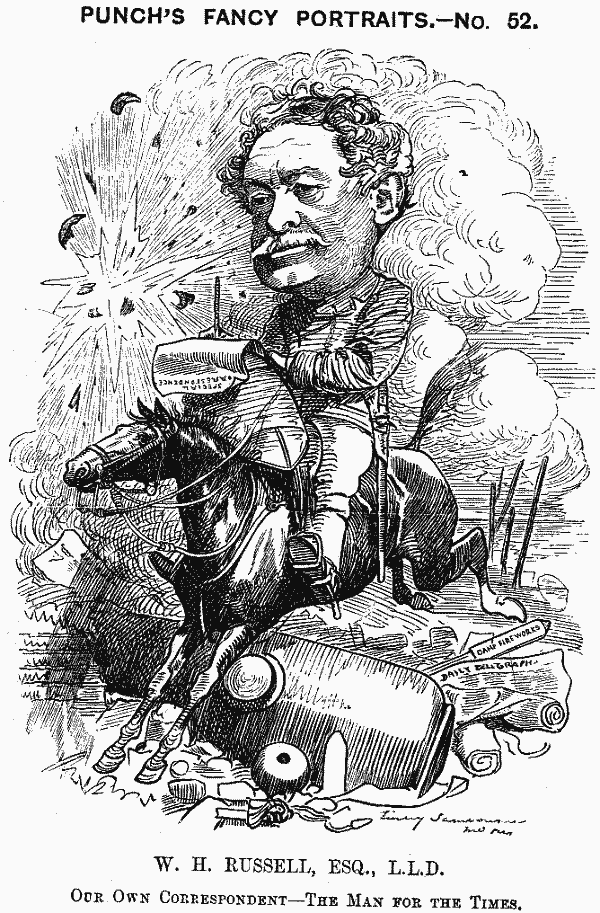
Karikatur aus Punch, 1881: Text: Our Own Correspondent – The Man for the Times

1856 berichtete er von der Krönung des neuen Zaren Alexander II in Moskau. Im folgenden Jahr wurde er nach Indien geschickt, wo er 1858 die monatelange Belagerung von Lucknow während des Sepoy-Aufstands miterlebte. Washington, D.C. war 1861 seine nächste Station, wo er bis April 1862 über den Amerikanischen Bürgerkrieg berichtete.
Während einer Reise durch die Südstaaten besuchte er den Präsidenten der Konföderation, Jefferson Davis, in Montgomery (Alabama). Seine Berichte waren oft Gegenstand scharfer Kritik in der Presse beider amerikanischer Staaten. Im Süden wegen seiner Ablehnung der Sklaverei, im Norden, weil er eine Wiedervereinigung für ausgeschlossen hielt. Er kehrte 1863 nach England zurück, 1866 galt sein nächster Einsatz dem Deutschen Krieg.
Bei den Wahlen zum Unterhaus bewarb er sich 1869 vergeblich als konservativer Kandidat um den Sitz von Chelsea.
Er veröffentlichte schließlich seine Erlebnisse in Indien, während des Amerikanischen Bürgerkriegs und dem Deutsch-Französischen Krieg. Seine Beschreibungen des brennenden Paris während der Herrschaft der Kommune galten als ein großer publizistischer Erfolg. In Südafrika berichtete er 1879 über den Zulukrieg.
1895 wurde er in den Adelsstand erhoben. Russell war zweimal verheiratet. An der Londoner St Paul’s Cathedral erinnert ein Denkmal an ihn.

## Zitate
- „Er bewegt sich wie einer mit Blut an den Händen“, über einen führenden britischen Politiker während des Krimkrieges.

## Rezeption
Eine Folge der dreiteiligen Dokumentation Der Bruderkrieg – Deutsche und Franzosen 1870/71 aus dem Jahr 2020 schaut aus seiner Perspektive auf den Deutsch-Französischen Krieg und folgt seinem Weg nach Paris.

## Werke
- William Howard Russell: Meine sieben Kriege. Eichborn Verlag, Reihe Die Andere Bibliothek, ISBN 3-8218-4186-9